# آلپرازولام تری‌آزولوبنزوفنون
آلپرازولام تری‌آزولوبنزوفنون (انگلیسی: Alprazolam triazolobenzophenone) یک ترکیب شیمیایی است که می تواند هم یک پیش ساز مصنوعی و هم یک پیش دارو برای آلپرازولام (مشتق بنزودیازپین) باشد. در PH خنثی به آسانی به آلپرازولام تبدیل می شود، در حالی که در شرایط اسیدی آلپرازولام یک واکنش باز کردن حلقه را به تری آزولوبنزوفنون انجام می دهد. مجموعه ای از مشتقات آسیل مرتبط در دهه ۱۹۸۰ میلادی به عنوان پیش داروی قابل تزریق در آب آلپرازولام مورد تحقیق قرار گرفت، اما هرگز برای استفاده پزشکی ساخته نشد.